# آرثر جي. روبنسون
آرثر جي. روبنسون (بالإنجليزية: Arthur G. Robinson)‏ هو لاعب الجسر ‏ أمريكي، ولد في 1936.